# جريج مارشال
جريج مارشال (بالإنجليزية: Gregg Marshall)‏ هو مدرب كرة سلة أمريكي، ولد في 27 فبراير 1963 في غرينوود في الولايات المتحدة.

## روابط خارجية
- جريج مارشال على موقع كلية كرة السلة في سبورتس رفرنس.كوم (الإنجليزية)